# 長与町立長与小学校
長与町立長与小学校（ながよちょうりつ ながよしょうがっこう, Nagayo Town Nagayo Elementary School）は長崎県西彼杵郡長与町嬉里（うれり）郷にある公立小学校。長与町内では一番歴史の長い小学校である。

## 概要
歴史
1874年（明治7年）に開校した「第五大学区第一中学区長与小学校」を前身とする。2009年（平成21年）に創立135周年を迎えた。
校訓
「笑顔、元気、夢」
校章
長与町の町花である梅の花を背景にして、中央に「長与」の文字（縦書き）を配している。
校歌
創立80周年を迎えた1954年（昭和29年）に制定。作詞は村田直輝、作曲は伊藤英一による。3番まであり、各番とも「長与 長与 われらが小学校」で終わる。
校区
住所表記で長与町の後に吉無田（よしむた）郷（長与川右岸）、丸田郷（全域）、嬉里郷（皆前、嬉里中央、定林、北陽台）、高田郷（北陽台）が続く地区。
中学校区は長与町立長与中学校。

## 沿革
- 1872年（明治5年）- 学制が公布される。
- 1873年（明治6年）12月 - 長与村法妙寺に生徒を集め、授業を開始。この時はまだ正式な小学校ではなかった。
  - 生徒数は約20名。教師は川添寸平（後に「里見寸平」に改称）が務め、寺の一室を教場とする。机を児童が持参するなど、施設・設備は十分ではなかった。
- 1874年（明治7年）創立年
  - 4月 - 長与村嬉里郷632番地字中通の旧・藩政時代に庄屋であった家屋の一部を校舎とし、法妙寺から移転。
  - 5月 - 正規の手続きを経て、「第五大学区第一中学区公立長与小学校」が開校。修業年限を4ヶ年とし、1級～8級に分けて授業を開始。
- 1875年（明治8年）1月 - 長与村北部（本川内郷、平木場郷、三根郷）の児童のために、洗切（あらいきり）分校を設置。
- 1876年（明治9年）4月 - 従来の下等小学校（修業年限4ヶ年）の上に、上等小学校（修業年限4ヶ年）を新設。
- 1877年（明治10年）4月 - 洗切分校を移転。
- 1879年（明治12年）1月 - 教則を改正し、修業年限を6ヶ年とする。
- 1880年（明治13年）4月 - 2教室を増築。
- 1881年（明治14年）3月 - 洗切分校を移転。（2回目）
- 1882年（明治15年）5月 - 校舎と同棟の戸長役場が移転し、その跡地に2教室を増築。
- 1883年（明治16年）
  - 4月
    - 「中等長与学区長与小学校」に改称。初等科と中等科を設置。初等・中等それぞれ修業年限は3ヶ年、6級に分けて授業が行われるようになった。
    - 洗切分校の正式名称が「下等長与学区洗切分校」となる。

  - 5月 - 1教室・事務室を増築。
  - 12月 - 教員・川添寸平が文部省より表彰を受ける。
- 1884年（明治17年）10月 - 体操場を拡張。
- 1885年（明治18年）7月 - 学区改正により、「時津学区公立中等長与小学校」と改称。
- 1886年（明治19年）
  - 9月
    - 小学校令公布による学区改正に伴い、「長与学区尋常長与小学校」と改称。修業年限を4ヶ年とする。
    - 洗切分校が長与学区簡易洗切小学校として独立する。

  - 11月 - 補習科（修業年限1ヶ年）を設置。
- 1888年（明治21年）8月 - 時津村浦郷に第四高等小学校が開校[2]したことに伴い、補習科を廃止。
- 1892年（明治25年）
  - 5月 - 「長与尋常小学校」に改称。新校舎が完成。簡易洗切小学校を再び洗切分校とし、尋常科を設置。
  - 9月 - 高等科（修業年限4ヶ年）を併置[3][2]し、「長与尋常高等小学校」と改称。
- 1893年（明治26年）
  - 3月 - 訓導・里見（旧姓・川添）寸平が校長を兼任。
  - 5月 - 明治天皇・皇后の御真影を奉戴。
- 1896年（明治29年）9月 - 旧藩主・大村伯爵家より約420円が学校基本財産として寄付される。
- 1899年（明治32年）5月 - 洗切分校が洗切尋常小学校（現・長与町立洗切小学校）として独立。
- 1900年（明治33年）4月 - 岡郷に岡分教場を設置。尋常科1・2年生を収容。白髭神社を仮校舎として使用。
- 1901年（明治34年）12月 - 岡分教場の新校舎が満永に完成し、移転。
- 1902年（明治35年）4月 - 尋常1学年を二部教授とする。（1905年（明治38年）までの間）
- 1905年（明治38年）
  - 4月 - 里見（旧姓・川添）寸平の顕彰碑を建立。
  - 5月 - 長与学校新聞を開始。
  - 12月 - 風琴（オルガン）を初めて購入。
- 1907年（明治40年）6月 - 体操場の東方畑地を校地に編入。
- 1908年（明治41年）
  - 4月 - 小学校令改正により、尋常科の修業年限が6ヶ年となり、この尋常科6ヶ年が義務教育期間と定められた。
  - 9月 - 長与村長の廣瀬直一が学校基本財産として50円を寄付。
  - 10月 - 長与村役場を小学校校舎に編入し、増改築を行う。御真影奉安所が完成。
- 1915年（大正4年）
  - 2月 - 高田（こうだ）分教場を設置。
  - 10月 - 大正天皇御真影を奉戴。
  - この年 - 長与実業補習学校を併置[4]。
- 1916年（大正5年）10月 - 皇后御真影を奉戴。
- 1923年（大正12年）9月 - 東北2棟の校舎が完成。
- 1926年（大正13年）
  - 12月 - 西校舎（2階建て）が完成。
  - この年 - 長与青年訓練所を併置[4]。
- 1935年（昭和10年）4月 - 青年学校令により、併設の青年訓練所と実業補習学校、洗切農業補習学校が統合され、長与青年学校となる。
- 1936年（昭和11年）
  - 4月1日 - 高田分教場を高田分校とする。
  - 10月 - 講堂と南校舎（2階建て）が完成。
- 1939年（昭和14年）4月 - 青年学校令改正により、併設の長与青年学校が義務教育となる。
- 1941年（昭和16年）4月1日 - 国民学校令により、「長与村長与国民学校」に改称。尋常科を初等科に改称。
- 1943年（昭和18年）頃 - 長与村へ疎開してくる児童の数が増加し、深刻な教室不足に陥ったため、校舎に加えて丸田・定林・舟津の各公民館を利用し、複式形式で授業を行う。
- 1944年（昭和19年）- 併設の長与青年学校が長与高等実業青年学校と改称。
- 1945年（昭和20年）8月 - 9日に長与村と隣接する長崎市に原子爆弾が投下され、それ以降救護所が設けられ多くの負傷者が運び込まれる[5][6][7]。
- 1947年（昭和22年）4月1日 - 学制改革（六・三制の実施）。
  - 旧・国民学校の初等科を改組し、「長与村立長与小学校」とする。岡分教場を岡分校とする。
  - 旧・国民学校の高等科および旧・青年学校を改組し、長与村立長与中学校（新制中学校）とし、小学校に併設する。
- 1948年（昭和23年）
  - 4月 - 保護者会が解散し、長与小学校PTAが発足。
  - 9月 - 岡分校の新築校舎が完成。岡分校の学級形態を1・2年複式学級とする。
- 1951年（昭和26年）4月 - 岡分校に給食室が完成。
- 1954年（昭和29年）5月 - 創立80周年を記念し、科学館と校舎4教室が完成。校歌を制定。
- 1955年（昭和30年）
  - 4月 - 岡分校の学級形態を1年単式、2・3年複式とする。
  - 5月 - 高田分校の校地を拡張。
- 1956年（昭和31年）10月 - 岡分校の運動場を拡張。
- 1957年（昭和32年）6月 - 岡分校後援会が発足。
- 1959年（昭和34年）12月 - 高田分校の運動場が完成。
- 1960年（昭和35年）10月 - 講堂西側にブロック石垣が完成。
- 1966年（昭和41年）5月 - 新校舎が完成。完全給食を実施。
- 1968年（昭和43年）4月1日 - 高田分校が分離し、長与村立高田小学校として独立。
- 1969年（昭和44年）1月1日 - 町制施行により、「長与町立長与小学校」（現校名）に改称。
- 1972年（昭和47年）8月 - プールが完成。
- 1974年（昭和49年）11月 - 創立100周年記念を記念し、記念碑建立・記念池造成が行われる。
- 1979年（昭和54年）
  - 4月 - 児童数の増加に伴い、プレハブ校舎を設置。児童数が最大の1,631名（41学級）となる。
  - この年 - 旧・長与中学校の体育館が移管[8]される。
- 1980年（昭和55年）
  - 3月31日 - 岡分校を廃止。
  - 4月1日 - 長与町立北小学校[9]の新設・分離に伴い、508名を移す。これによりプレハブ教室を廃止。
- 1981年（昭和56年）4月 - 運動場に照明設備（ナイター）を設置。
- 1982年（昭和57年）12月 - 鉄筋コンクリート造新校舎が完成。
- 1983年（昭和58年）
  - 2月 - 講堂が火災により焼失。
  - 8月 - 校門を改修。
  - 12月 - 解体校舎跡は運動場として整備。
- 1984年（昭和59年）4月 - プレハブPTA会議室が科学館へ移転。
- 1985年（昭和60年）11月 - 旧校舎大規模改修工事が完了。
- 1988年（昭和63年）
  - 4月 - 長与町立長与南小学校の新設・分離に伴い、生徒を移す。
  - 10月 - 科学館を解体。
- 1989年（平成元年）4月 - 武道館が完成。
- 1992年（平成4年）8月 - 校舎大規模改造工事が完了。
- 1993年（平成5年）6月 - 創立以前より校地にあったイチョウの木が老朽化によって危険となったため、切り倒される。
- 2010年（平成22年）7月 - 長与町と姉妹都市のウェザースフィールド（アメリカ合衆国 コネチカット州）[10][11]の小学校教諭が長与小学校を訪問し、交流を行う[12]。

## アクセス
最寄りの鉄道駅
- JR九州 長崎本線（旧線）「長与駅」

最寄りのバス停
- 長崎バス 「長与役場」バス停

最寄りの国道・県道
- 長崎県道45号東長崎長与線

## 周辺
- 長与町役場
  - 長与町図書館
  - 長与町公民館
  - 長与町武道館
  - 長与町立長与児童館
  - 長与町立長与中学校
- 西彼中部広域シルバー人材センター
- 長与川

## 出身者
- ペヤンヌマキ（劇作家、映画監督）[13]